# Bonstetten (Schwaben)

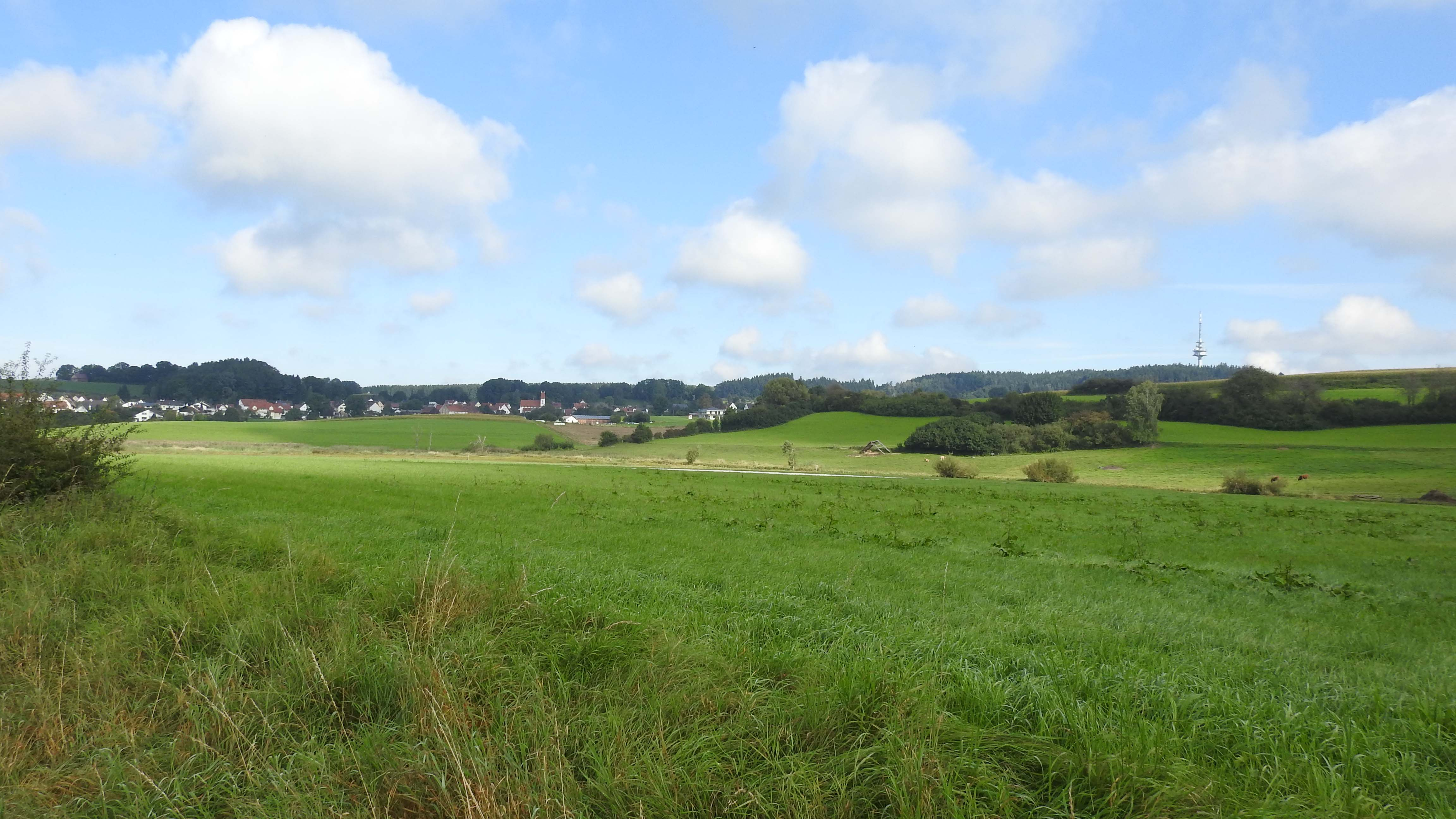
Bonstetten mit Staufersberg von Süden

Bonstetten ist eine Gemeinde im schwäbischen Landkreis Augsburg in Bayern. Sie ist Mitglied der Verwaltungsgemeinschaft Welden.

## Geografie
Bonstetten liegt knapp 20 Kilometer nordwestlich von Augsburg am Südhang des Stauffersberges im Laugnatal, mitten im Naturpark Augsburg – Westliche Wälder, umsäumt von ausgedehnten Wäldern (45 Prozent des Gemeindegebietes sind bewaldet). Außer dem Pfarrdorf Bonstetten gibt es keine weiteren Gemeindeteile.

## Geschichte
Aus der Amtszeit des Augsburger Bischofs Heinrich II. (1040–1063) ist eine Originalnotiz zur Übertragung mehrerer Grundstücke in „Bonestetten“ erhalten. Diese wird auf die Zeit unmittelbar vor dem Tod des Bischofs datiert – also auf das Jahr 1063. Dabei handelt es sich um die erste urkundliche Erwähnung des Ortes, der damals im Herzogtum Schwaben lag.
Nachdem das Benediktinerstift St. Ulrich und Afra seit dem 12. Jahrhundert durch Schenkung und Kauf Grundbesitz in Bonstetten aufgebaut hatte, erwarb es 1231 das Patronatsrecht. Im Jahr 1266  erhielt das Zisterzienserinnenkloster Oberschönenfeld von Albert von Villenbach beträchtlichen Besitz in Bonstetten. Die beiden Klöster waren ab diesem Zeitpunkt die  einflussreichsten Grundherren, das spiegelt sich auch im heutigen Ortswappen mit den beiden goldenen Kleeblattkreuzen (St. Ulrich und Afra) und dem weißroten Schrägbalken (Oberschönenfeld) wider. Wobei bis zum 16. Jahrhundert der größte Teil von Bonstettens Grund und Gerichtsbarkeit beim Kloster St. Ulrich und Afra lag. Kleinere Teile waren neben dem Kloster Oberschönenfeld auch im Besitz des Augsburger Domkapitels, des Klosters Heiligkreuz und des Spitals in Augsburg, die Besitztümer der drei letztgenannten gingen dann bis 1612 überwiegend an die beiden erstgenannten Klöster. Zu dieser Zeit lag die Oberhoheit von Bonstetten bei der Markgrafschaft Burgau. Die Klöster St. Ulrich und Afra sowie Oberschönenfeld hatten aber je einen eigenen Vogt und eine eigene Taferne in Bonstetten. So blieb es bis zur Säkularisation 1803. 
Im Rahmen der Säkularisation fiel Bonstetten 1803 durch den Reichsdeputationshauptschluss an das Kurfürstentum Bayern und wurde von diesem dem Landgericht Zusmarshausen unterstellt.
1862 bis 1929 gehörte Bonstetten zum Bezirksamt Zusmarshausen und ab 1929 zum Bezirksamt Augsburg, das ab 1939 dann als Landkreis Augsburg bezeichnet wurde.
In der jüngeren Geschichte spiegelt sich vor allem der Übergang von der einst rein bäuerlichen Siedlung zur heutigen, bevorzugten Wohngemeinde mit Naherholungscharakter.

## Bevölkerung
Von 1840 bis 1939 verzeichnete das Bayerische Landesamt für Statistik eine recht konstante Bevölkerungszahl um 400 Einwohner. Auch das Bistum Augsburg berichtet für das Jahr 1850 von 378 Bewohnern in 67 Häusern. Im selben Dokument wird schon für das Jahr 1599 von 64 Häusern berichtet.
Von 1939 bis 1950 stieg die Zahl um fast die Hälfte auf nahezu 600 Einwohner an – vermutlich durch den Zuzug zahlreicher Flüchtlinge. Nachdem die Zahl während der 1950er Jahre noch einmal auf 475 Einwohner absank, begann 1961 ein kontinuierlicher Anstieg, der bis heute anhält. 1970 wurde mit 571 Einwohnern das Niveau von 1950 fast wieder erreicht, nur 17 Jahre später lebten 939 Menschen in Bonstetten. 2011 waren es 1216, 2018 wird die offizielle Zahl mit 1404 angegeben.
Zwischen 1988 und 2018 wuchs die Gemeinde von 968 auf 1404 um 436 Einwohner bzw. um 45 %.
| Jahr | Einwohner |
| ---- | --------- |
| 1840 | 366       |
| 1850 | 378       |
| 1871 | 376       |
| 1900 | 383       |
| 1925 | 401       |
| 1939 | 404       |
| 1950 | 583       |
| 1961 | 475       |
| 1970 | 571       |
| 1987 | 939       |
| 2011 | 1216      |
| 2015 | 1331      |
| 2019 | 1462      |

## Politik
Seit 1996 ist Anton Gleich (CSU) Erster Bürgermeister; dieser wurde am 15. März 2020 bei zwei Mitbewerbern mit 50,8 % der Stimmen für weitere sechs Jahre im Amt bestätigt.
Im Gemeinderat der Amtszeit 2020 bis 2026 haben aufgrund der Kommunalwahl vom 15. März 2020
- CSU/Unabhängige Wähler: 6 Sitze (47,9 %),
- Freie Wähler Gemeinschaft: 4 Sitze (32,1 %) und
- Bündnis 90/Die Grünen: 2 Sitze (20,1 %).

Gegenüber der Amtszeit 2014 bis 2020 hat die Freie Wähler-Gemeinschaft einen Sitz mehr; die CSU hat ein Mandat verloren.

### Wappen
| Wappen von Bonstetten | Blasonierung: „In Schwarz ein von Silber und Rot in zwei Reihen geschachter Schrägbalken, beseitet von je einem goldenen Kleeblattkreuz.“ |
| Wappen von Bonstetten | Wappenbegründung: Das Gemeindewappen erinnert zum einen mit dem geschachten Schrägbalken in schwarzem Feld, dem sogenannten Zisterzienserbalken, an die Grundherrschaft des Zisterzienserinnen-Klosters von Oberschönenfeld, zum anderen mit den Kleeblattkreuzen an die Herrschaft des Benediktinerstifts St. Ulrich und Afra. Seit dem 12. Jahrhundert erwarb das Benediktinerstift St. Ulrich und Afra in Augsburg eine Reihe von Gütern durch Schenkung und Kauf. 1266 erhielt das Kloster Oberschönenfeld von Albert von Villenbach, der aus einer markgräflich-burgauischen Familie stammt, beträchtlichen Besitz in Bonstetten. Beide Klöster verfügten über umfangreichen Besitz und Rechte zum Teil in Rivalität um die Gerichtsverhältnisse im Gemeindegebiet bis zur Säkularisation 1803. |

## Religion
Die Bevölkerung ist überwiegend römisch-katholisch. Während bei der Volkszählung vom 25. Mai 1987 noch 744 Katholiken in der Gemeinde lebten, stieg diese Zahl bis zum Zensus am 9. Mai 2011 auf 835. Da die Gesamtbevölkerung im gleichen Zeitraum noch stärker wuchs (von 939 Einwohnern auf 1216), ging der prozentuale Anteil der Katholiken aber von 79,2 % auf 68,7 % zurück. Die Zahl der evangelisch-lutherischen Christen entwickelte sich im gleichen Zeitraum von 126 auf 122, ihr Anteil an der Gesamtbevölkerung sank von 13,4 % auf 10,0 %. Insgesamt gehörten damit im Jahr 2011 knapp 80 % der Einwohner einer der beiden großen christlichen Kirchen an.
Zentrum der römisch-katholischen Pfarrgemeinde ist die Pfarrkirche St. Stephan. Die evangelisch-lutherischen Christen gehören zur weitverzweigten Diasporagemeinde Zusmarshausen-Adelsried-Dinkelscherben-Welden mit Sitz in Zusmarshausen. Wobei sich die nächstgelegene Kirche in der Nachbargemeinde Adelsried befindet.

## Verkehr
Die Gemeinde liegt an der Bundesautobahn 8 Stuttgart – München (Anschluss Adelsried).
Sonstige Anbindungen:
- Kreisstraße A 5 (Adelsried-Heretsried)
- Staatsstraße 2032 (Augsburg-Wertingen)

Zu den Wander- und Radwegen zählen
- „Rund um Bonstetten“ (6,5 km)
- „Geologischer Lehr- und Landschaftspfad“ (5,3 km)
- „LandArt Kunstpfad“ (5,7 km)
- „Zur Ganghoferhütte“ (2,7 km)
- Viele andere Pfade und Wege, u. a. mit Anbindung an den großen Wanderweg „Lueg ins Land von Türkheim nach Wertingen“ (91,5 km)
- Radweg Neusäß–Welden auf der Trasse der 1986 stillgelegten Bahnstrecke Augsburg–Welden